# Nagy Péter (villamosmérnök)
Nagy Péter (Jászberény, 1976. március 21. –) villamosmérnök, MBA. Az infokommunikációs szakterületen végzett kiemelkedő szervezői tevékenységét, 2018-ban állami kitüntetéssel ismerték el.

## Életpályája
2000-ben diplomázott a Budapesti Műszaki és Gazdaságtudományi Egyetemen villamosmérnökként, majd 2005-ben MBA-diplomát szerzett a Műegyetemen.
2000-től 5 éven át a Nemzeti Média- és Hírközlési Hatóság (korábbi nevén Budapesti Hírközlési Felügyelet, illetve Nemzeti Hírközlési Hatóság) munkatársa volt. Több meghatározó projektben vett részt: 3,5 GHz-es frekvenciaárverés előkészítése és lebonyolítása, szolgáltató nyilvántartás kialakítása, kompetenciaközpontok kialakításának elindítása.
2005-től a Hírközlési és Informatikai Tudományos Egyesület operatív igazgatója. Nevéhez kapcsolódik az egyesület online megjelenésének elindítása, a fiatalok számára készült előadássorozat, az egyesület civil és vállalkozási tevékenységének szétválasztása. Számos nemzetközi konferencia lebonyolításában vett részt, több nemzetközi konferencia Magyarországra hozatalában segédkezett.
2013-2019 között a Finatech Capital Zrt. kockázati tőkealapkezelő felügyelő bizottságának tagja.

## Szakmai közéleti szerepvállalása
Egyetemi éveiben a Schönherz Kollégium lakója volt, így több öntevékeny csoportnak volt tagja, vezetője.
Elnökségi tagja volt a Hallgatói Önkormányzatok Országos Konferenciájának (HÖOK) 1999-2000 között.
Az IEEE regionális szervezetében (Európa, Afrika, Közel-Kelet) konferencia koordinátori szerepet töltött be Magyarországról elsőként, 2017-2018 között. Jelenleg a bizottság tagja.
Az IEEE legfontosabb - konferenciákkal foglalkozó - bizottságának (IEEE Conferences Committee) szavazati jogú tagja 2018-2019 között, szintén elsőként Magyarországról. Jelenleg a konferenciák minőségmenedzsmentjével foglalkozó bizottság (TPIC - Technical Program Integrity Committee) tagja.
Az IEEE Comminications Magazine Quantum Communicationsszel foglalkozó különszámának társszerkesztője 2013-ban.
Tagja még a Neumann János Számítógép-tudományi Társaságnak.

## Felelős kiadó
- Felelős Kiadója az Infocommunications Journalnak (ISSN 2061-2079),[5]
- a Híradástechnika folyóiratnak (ISSN 0018-2028),[6]
- A HTE 60 éve című könyvnek (ISBN 978-963-8111-71-5)
- Párhuzamos Mérföldkövek című könyvnek (ISBN 978-963-8111-81-4).

## Díjai, elismerései
- HTE Jubileumi emlékérem - 2009
- HTE Arany-jelvény[7] - 2011
- IEEE Hungary Section jubileumi emlékérem
- A Hírközlésért érdemérem - 2018